# Liao (fiume)
Il Liao (遼河T, 辽河S, Liáo HéP) è il principale fiume nel sud della Manciuria (Cina) e sfocia nel Mare di Bohai.
Con i suoi 1345 km di lunghezza il fiume Liao si colloca al 111º posto nella lista dei fiumi più lunghi del mondo.
Dal nome del fiume derivano anche i nomi della regione cinese di Liaoning e della penisola di Liaodong.
Il bacino idrografico del Liao copre un'area di circa 232.000 km² e la sua portata si aggira sui 500 m³ al secondo.